# Nobilissima Gallorum gens
Nobilissima Gallorum gens (la très noble nation française) est une encyclique publiée par le pape Léon XIII, le 8 février 1884. Le pape souhaite explicitement dans cette lettre encyclique « défendre les intérêts catholiques de la France ».

## Une encyclique politique
Léon XIII s'adresse aux catholiques français dans le contexte particulier de l'affrontement de la jeune Troisième République avec l'Église de France opposée à la législation anti-cléricale du régime.
Il retrace d'abord l'histoire de l'Église de France « qui eut l'honneur d' être appelée Fille aînée de l'Église », évoque la Gesta Dei per Francos et les Croisades ; mais il rappelle ensuite les catholiques de France à leurs devoirs :
Il dénonce une philosophie « qui veut éradiquer les fondements de la vérité chrétienne », une justice coupée des principes divins et les « erreurs qui portent en elles la ruine certaine de l'État ». Il estime, à l'inverse, que les enseignements de la religion catholique sont « très efficaces pour le maintien de l'ordre et le salut de la république ».
Il donne comme exemple l'éducation de la jeunesse qui ne doit pas être instruite dans la neutralité de ses devoirs envers Dieu, ce  « qui ouvre directement la voie à l'athéisme » et demande aux pères de famille de prendre leurs responsabilités ; mais il insiste surtout sur « la réciprocité des droits et des devoirs du pouvoir politique et de la puissance religieuse ». Il reconnaît qu'il y a deux puissances soumises l'une et l'autre à la loi naturelle et éternelle. 
Léon XIII ne souhaite pas de discorde, dans un pays qui a connu tant de ruines, et propose la collaboration de l'Église au bien de la nation, si tant est que la république reconnaisse aux catholiques le droit de vivre dans un cadre législatif et politique inscrit dans les principes naturels, et assurant à l'Église la liberté d'enseigner les principes divins. Cependant le pape voit apparaitre en France « non sans angoisse, des mesures » non conformes au bien de l'Église « et provoquant envers elle haine et calomnie ». 
Il évoque à ce sujet la loi de dissolution des congrégations religieuses et la lettre de protestation qu'il a transmise au président de la république en juin 1883 (Jules Grévy). 
Finalement il exhorte les évêques et le clergé à défendre la liberté de l'Église et appelle les laïcs à œuvrer à l'union, à travailler pour le bien commun et à favoriser des initiatives de solidarité sociale.

## Conséquences
Cette encyclique fut interprétée comme un premier rapprochement des catholiques avec la république et Léon XIII allait développer ce sujet avec son encyclique Au milieu des sollicitudes en 1892 qui provoquera le ralliement des catholiques préoccupés de la doctrine sociale de l'Église et d'une frange minoritaire d'évêques libéraux soucieux d'apaisement social.
Mais cette manœuvre sera refusée par le régime de la Troisième république qui poursuivra sa lutte contre les congrégations religieuses et élaborera une politique de laïcisation du pays, culminant avec la confiscation des biens des congrégations, et l'expulsion de la plupart d'entre elles, et ensuite la nationalisation des biens de l'Église au moment de la séparation de l'Église et de l'État (1905).
Les querelles s'apaiseront par nécessité de part et d'autre lors de la guerre de 1914-1918.